# John Charles (voetballer, 1931)
William John Charles (CBE) (Swansea, 27 december 1931 − Wakefield, 21 februari 2004) was een Welsh trainer en voetballer. Hij speelde onder andere voor Leeds United, Juventus en het Welsh voetbalelftal. Charles werd door velen gezien als een van de beste voetballers uit het Verenigd Koninkrijk en werd sinds het einde van zijn carrière opgenomen in zowel de Football League 100 Legends als de Hall of Fame van het Engelse voetbal.
John Charles kwam uit een echte voetbalfamilie. Zijn broer Mel en zijn neef Jeremy kwamen ook uit voor het voetbalelftal van Wales. Charles' kleinzoon Jake schopte het tot het eerste elftal van Huddersfield Town.

## Biografie

### Jeugd
Charles werd eind 1931 geboren in Swansea. Hij voetbalde als kind met zijn jongere broer Mel Charles, die ook prof werd en later zouden de twee naast elkaar spelen in het Welsh voetbalelftal. Als jonge scholier ging Charles voetballen bij de lokale voetbalclub Swansea Town, wat later Swansea City werd. Op zijn 14e verliet hij zijn school en werd hij bij de senioren van Swansea Town gehaald. Vanwege zijn jonge leeftijd destijds liet de club hem niet debuteren in het A−elftal van de club. Zijn enige wedstrijd bij de senioren was in het reserve−elftal in de Welsh Football League.

### Leeds United
Spelend bij Gendros, een lokale jeugdclub, werd Charles gescout door Leeds United. Hij ging in september 1948 op stage, waarna de club overtuigd genoeg was om hem te contracteren.
Charles maakte zijn debuut in het A−elftal van The Whites United in een vriendschappelijke wedstrijd tegen Queen of the South FC op 19 april 1949. Zijn competitiedebuut volgde enkele dagen later tegen Blackburn Rovers. In totaals scoorde hij uiteindelijk 157 doelpunten in acht jaar voor de club, inclusief een clubrecord van 42 doelpunten in 39 wedstrijden tijdens het seizoen 1953/54.

### Juventus
In augustus 1957 ging Charles aan de slag bij de Italiaanse club Juventus. De club betaalde £65.000 voor de aanvaller, bijna twee keer zoveel als het voorgaande transferrecord. Zijn debuut volgde op 8 september 1957 tegen Hellas Verona. Na doelpunten van Boniperti en Sivori was de score 2−2, waarna Charles opdook en de winnende treffer maakte. In zijn eerste seizoen in Italië werd Charles topscorer van de Serie A met 28 treffers, en werd hij gekozen tot speler van het seizoen. Hij speelde uiteindelijk 5 seizoenen in Turijn. Charles scoorde 93 doelpunten in 155 wedstrijden. Hij werd driemaal landskampioen en won twee keer de Italiaanse voetbalbeker.
Charles werd omschreven als Il Gigante Buono (De goedaardige reus) tijdens zijn vijf seizoenen bij Juventus. Het respect dat de supporters van Juve hadden voor hem werd getoond toen hij in 1997 gekozen werd tot beste buitenlandse speler ooit die uitkwam voor Juventus.

### Terugkeer naar Engeland
Na zijn periode bij Juventus betaalde Leeds United circa £53.000 voor de terugkeer van Charles. Als gevolg van de opwinding die hierdoor gecreëerd was, verhoogde trainer Don Revie de toegangsprijzen voor de start van het seizoen 1962/63. Het seizoen verliep voor Charles echter minder succesvol. Na 5 seizoenen in Italië vond Charles het lastig om  
zich weer aan te passen aan het Britse voetbal. Na 11 wedstrijden en drie doelpunten werd Charles voor £70.000 verkocht aan AS Roma. Bij Roma wist hij ook niet in beter vorm te komen, waarna hij na een jaar weer terugkeerde naar Engeland. Hij ging aan de slag bij Cardiff City, waar hij bleef tot 1966, waarna hij zijn carrière beëindigde.
Hij werd later hoofdtrainer van Hereford United en Merthyr Tydfil. In 1987 werd hij technisch directeur van het Canadese team Hamilton Steelers. Halverwege het seizoen 1987 werd hij hoofdcoach van de club, welke 5 jaar later ophield met bestaan.

### Internationale carrière met Wales
Charles speelde voor het eerst in het voetbalelftal van Wales vlak na zijn 18e verjaardag. Hij speelde voor Wales op het WK van 1958 in Zweden. Dit was de enige keer dat het land zich wist te kwalificeren voor een WK. Wales doorliep ongeslagen de groepsfase, waarna ze in de kwartfinale verloren van Brazilië door een doelpunt van Pelé. Brazilië wist uiteindelijk het toernooi te winnen. Naast 38 interlands voor Wales, speelde hij in 1955 ook een keer in het Brits voetbalelftal tegen Ierland.

### Leven na het voetbal
Na het beëindigen van zijn voetbalcarrière werd Charles eigenaar van het New Inn public house in Churwell (Leeds). Het huis werd later ook beheerd door een andere Leeds United−speler; Byron Stevenson. Tot kort voor zijn dood woonde Charles elke thuiswedstrijd van Leeds United bij. In 2002 werd hij vice−voorzitter van de voetbalbond van Wales. Charles kreeg een plek in de English Football Hall of Fame in 2002. De westelijke zijde van het Elland Road stadion heeft de naam "The John Charles Stand", als eerbetoon aan zijn geweldige prestaties voor Leeds United. Er werd ook een borstbeeld van hem gemaakt, welke gefinancierd werd door Leeds United voorzitter Ken Bates.Het South Leeds Stadium, het reserve stadion van de club, werd omgedoopt tot het John Charles Stadium. Er is ook een straat met de naam "John Charles Way" dicht bij het Elland Road stadion.
In januari 2004 kreeg Charles een hartaanval kort voor een interview voor de Italiaanse televisie. Een deel van zijn voet werd hierna geamputeerd, waarna Charles terugkeerde naar Groot−Brittannië. Hij overleed op 21 februari 2004 in het Pinderfield ziekenhuis in Wakefield, West Yorkshire.

## Erelijst
Juventus
- Serie A: 1958, 1960, 1961
- Coppa Italia: 1958/59, 1959/60

 Cardiff City
- Welsh Cup: 1963/64, 1964/65

 Wales
- British Home Championship: 1960

Individueel

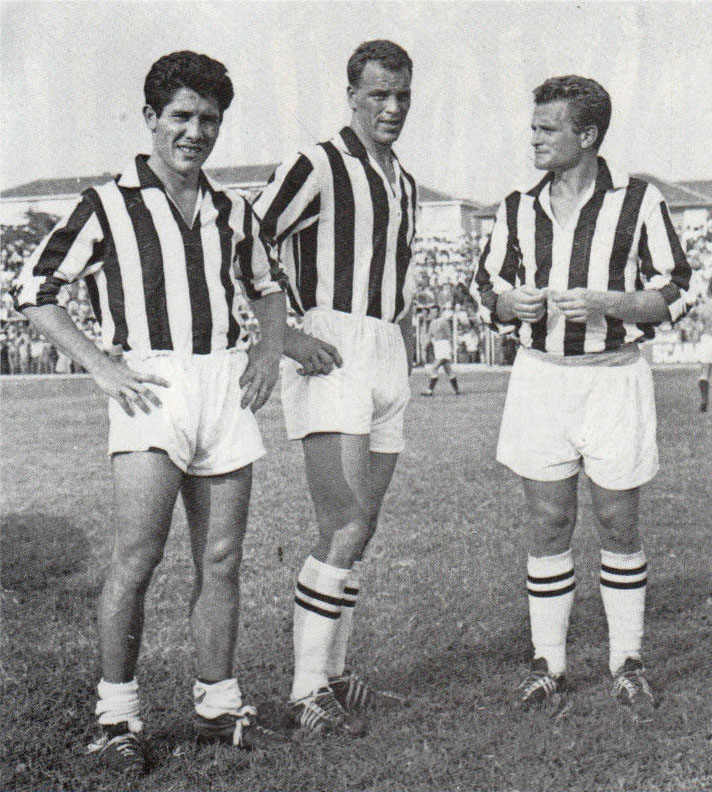
Charles (midden) won als speler van Juventus in totaal 5 prijzen

- Topscorer Football League First Division: 1956/57
- Topscorer Serie A: 1957/58
- Ballon d'Or: derde in 1959
- UEFA Golden Player: Wales